# Мееліку
Мееліку (ест. Meeliku) — село в Естонії, входить до складу волості Виру, повіту Вирумаа.